# Gespräch mit dem Biest
Gespräch mit dem Biest é um filme alemão de 1996 dirigido por Armin Mueller-Stahl e produzido pela Rudolf Steiner.
Para o seu início de carreira de diretor, Mueller-Stahl escolheu uma farsa de Hitler. O filme fala de um investigador americano, que entrevista um homem de 103 anos que alega ser Hitler.
O filme foi mostrado no mundo inteiro em mais de 20 festivais de filmes, mas não foi distribuído em vídeo.

## Elenco
- Armin Mueller-Stahl — Adolf Hitler
- Bob Balaban — Webster
- Otto Sander — dublê de Hitler